# Xylocopa senior
Xylocopa senior är en biart som beskrevs av Joseph Vachal 1899. Xylocopa senior ingår i släktet snickarbin, och familjen långtungebin.

## Underarter
Arten delas in i följande underarter:
- X. s. senior
- X. s. media
- X. s. albopleuralis
- X. s. clitelligera
- X. s. tricuspis